# 唐雪舫
唐雪舫（1932年12月13日—），台灣籃球運動員、教练。
唐雪舫出生於廣東，成長於香港，早年曾在仿林中學任教體育科，1951年12月跟隨德明隊前往臺灣，1952年加入鐵路隊，因就讀中央警官學校進入警光隊，同年初進入幾乎等同國家隊的自由中國聯隊，年末聯隊更名為克難隊，1957年自中央警官學校畢業，1959年起在憲光隊執教，1968年轉往裕隆隊。
他曾代表中華民國參加1956年夏季奧林匹克運動會和1959年世界籃球錦標賽等國際賽事，並以隊長身份率領球隊在1959年世界籃球錦標賽獲得隊史最佳的第四名。自球場退休後曾擔任國家隊總教練，後任職於臺北市政府交通部門。

## 外部連結
- 唐雪舫在fiba.basketball（英语）
- 唐雪舫在fiba.basketball（英语）
- 唐雪舫在fiba.basketball（英语）
- 唐雪舫在archive.fiba.com（archived）（英语）
- 唐雪舫在archive.fiba.com（archived）（英语）
- 唐雪舫在archive.fiba.com（archived）（英语）
- 唐雪舫在Basketball-Reference.com（國際）（英语）
- 唐雪舫在Olympedia（英语）